# 255073 Victoriabond
255073 Victoriabond este un asteroid din centura principală, descoperit pe 30 octombrie 2005, de Matt Dawson.